# Dicaelotus rufipes
Dicaelotus rufipes är en stekelart som först beskrevs av Forster 1903.  Dicaelotus rufipes ingår i släktet Dicaelotus och familjen brokparasitsteklar. Inga underarter finns listade i Catalogue of Life.